# 黃信維
黃信維 （Hwang Shinwei）是一个台湾游戏软件编程师。活躍1988年至1991年，他編程设计了多个FC游戏机的电子游戏，並由劍虹（RCM Group）發行，这些游戏均没有经过任天堂授权。许多设计的游戏均为克隆同一时期其他游戏。這些遊戲在盜版FC遊戲合卡和克隆機經常收錄，當中很多遊戲如21點、青蛙過河、暗棋（性質跟聖謙（Sachen）的暗棋差異頗大）、神經衰弱、連連看都只收錄在Goldengame 260-in-1的遊戲合卡中。其他遊戲如刷子與滾筒（Brush Roller，又稱頑皮鬼）、魔法寶石（Magic Jewelry）最初都以單獨的卡帶形式發行。
黃信維於1991年退休，其後再也無任何消息，很可能跟任天堂的官司失利有很大的關係。